# Morten Olsen (sportiv)
Morten Olsen (n. 11 octombrie 1984, Osted⁠(d), regiunea Sjælland, Danemarca) este un handbalist ce a reprezentat Danemarca, medaliat olimpic. A participat la 2 ediții ale Jocurilor Olimpice (2016, 2020) în care a câștigat o medalie de aur.